# (2864) Soderblom
(2864) Soderblom (1983 AZ) – planetoida z pasa głównego asteroid okrążająca Słońce w ciągu 4,56 lat w średniej odległości 2,75 j.a. Odkryta 12 stycznia 1983 roku.